# Musée archéologique d'Iwaki
Le musée archéologique d'Iwaki (いわき市考古資料館, Iwaki-shi Kōko-shiryōkan) ouvre ses portes à Iwaki, préfecture de Fukushima, au Japon en 1997. Il présente des objets en provenance de fouilles locales, dont des items extraits de la tombe troglodyte de Nakata (中田横穴),.